# ザ・フラワー・キング
『ザ・フラワー・キング』（The Flower King）は、スウェーデンのプログレッシブ・ロック・ミュージシャン、ロイネ・ストルトが1994年に発表したスタジオ・アルバム。

## 解説
ストルトは1980年代後半、商業主義寄りのソロ・アルバムを発表してきたが、1990年代のスウェーデンにおけるプログレッシブ・ロックの再興に伴い、ハイメ・サラザール（元ヨナス・エルボーグ・バンド）やハッセ・ブルニウソン（元サムラ・ママス・マンナ）らを迎えて本作を制作した。そして、ストルトは本作リリースから2か月後の1994年8月より、本作にも参加したサラザール、旧知のトマス・ボディーンや弟マイケルを迎えた新バンド「ザ・フラワー・キングス」としてのライブ活動を開始し、本作は日本では、ザ・フラワー・キングス名義のデビュー・アルバム『バック・イン・ザ・ワールド・オヴ・アドヴェンチャーズ』（1995年）と同時期に発売された。なお、ザ・フラワー・キングス名義のベスト・アルバム『スキャニング・ザ・グリーンハウス』（1998年）には、本作のタイトル曲のリメイク・ヴァージョンが収録されている。
『CDジャーナル』のミニ・レビューでは「劇的な組曲(7)に代表されるシンフォニック・ロックを主軸に多様な音楽性を披露する意欲作」と評されている。

## 収録曲
全曲ともロイネ・ストルト作。3. 5. 6.はインストゥルメンタル。
1. ザ・フラワー・キング "The Flower King" - 10:32
2. ディソナタ "Dissonata" - 10:02
3. ザ・マジック・サーカス・オヴ・ゼブ "The Magic Circus of Zeb" - 7:06
4. 目を閉じて "Close Your Eyes" - 3:12
5. ザ・ピルグリム・イン "The Pilgrims Inn" - 9:20
6. ザ・サウンズ・オヴ・ヴァイオレンス "The Sounds of Violence" - 5:41
7. ヒューマニズモ組曲 "Humanizzimo" - 20:53
  - A. "Twilight Flower"
  - B. "The Messenger"
  - C. "The Nail"
  - D. "Only Human"
  - E. "This Is the Night"
  - F. "The Flower of Love"
8. スキャニング・ザ・グリーンハウス "Scanning the Greenhouse" - 3:45

## 参加ミュージシャン
- ロイネ・ストルト - ギター、ボーカル、ベース、キーボード、パーカッション
- ハッセ・フレベリ - ボーカル(on #1, #8)
- ハイメ・サラザール - ドラムス(on #1, #2, #6)、パーカッション(on #2, #6)
- ハッセ・ブルニウソン - ドラムス(on #3, #5, #7, #8)
- ウルフ・ヴァランデル - ソプラノ・サクソフォーン(on #5, #7)